# باول بيكون
باول بيكون (بالإنجليزية: Paul Bacon)‏ هو لاعب كرة قدم بريطاني، ولد في 20 ديسمبر 1970 في فورست غيت ‏ في المملكة المتحدة. لعب مع تشارلتون أثلتيك.